# Lico (irmão de Nicteu)
Lico (em grego:  Λύκος, transl. Lykos), na mitologia grega, foi um antigo soberano da cidade de Tebas.

## Genealogia
Como é típico na mitologia grega, conforme a fonte Lico e seu irmão, Nicteu, podem ser filhos de vários casais.
Segundo Pseudo-Apolodoro, eles podem ser filhos de Ctônio, um dos Espartos ou Semeados ou da ninfa Clonia com Hirieu, este filho de Posidão com a plêiade Alcíone.
Segundo Higino, no livro Astronômica, eles seriam filhos de Posidão com a plêiade Celeno;  no livro Fábulas, são enumerados três filhos (Eupemo, Lico e Nicteu), mas Celeno é filha de Ergeu.

## Regência de Nicteu em Tebas
Os dois irmãos teriam fugido da Eubeia após assassinarem o rei Flégias, filho de Ares e Dótis, fixando-se na região da Híria e, posteriormente, em Tebas, onde eram amigos de Penteu, o rei local
Nicteu tornou-se regente de Tebas; mas sua filha Antíope, grávida de Zeus, fugiu para Epopeu, rei de Sicião. Segundo Higino, Antíope era esposa de Lico, e foi violentada por Epopeu, sendo, por isso, abandonada; foi só então que Zeus a possuiu. Nicteu, ao morrer, indicou Lico como seu sucessor na regência, pedindo que ele se vingasse de Epopeu. Há duas versões sobre a morte de Nicteu: em Pseudo-Apolodoro, ele se matou,; em Pausânias, ele guerreou contra Epopeu e foi mortalmente ferido.
Segundo Pseudo-Apolodoro e Quinto Ênio (citado por Higino), Lico derrotou e matou Epopeu, e trouxe Antíope de volta para Tebas. No caminho para casa ela deu à luz, na cercania de Eleutera no monte Citerão, os gêmeos Anfião e Zeto, que foram abandonados, mas foram encontrados por um pastor e por ele criados. Segundo Pausânias, Epopeu ficou muito ferido na guerra com Nicteu, e morreu porque não cuidou dos seus ferimentos; com a morte deste, seu sucessor, Laomedonte, entregou Antíope para Lico, e esta deu à luz os gêmeos nas cercanias de Eleutera. Segundo Higino, Dirce, esposa de Lico, manteve Antíopa prisioneira, mas, pela graça de Júpiter, ela escapou, e deu à luz os gêmeos no Monte Citerão; eles foram criados por pastores.

## Regência de Lico em Tebas
Lico reinou em Tebas por vinte anos. Durante este tempo, Antíope foi mantida prisioneira, e foi maltratada por Dirce, esposa de Lico; porém Antíope conseguiu escapar, e se encontrou com seus filhos, que a reconheceram.
Anfião e Zeto mataram Lico e Dirce, e expulsaram Laio de Tebas; Laio se refugiou com Pélope. Dirce foi atada a um touro que a arrastou até matá-la; depois atiraram o seu corpo a uma fonte que desde então tem o seu nome. Segundo Higino, foi pela graça de Liber Pater, de quem Dirce era devota, que ela foi transformada, após a morte, na fonte de água. Segundo Pausânias, Dirce é um rio de Tebas. Segundo Quinto Ênio, porém, Mercúrio impediu Anfião e Zeto de matarem Lico, que apenas entregou o reino a Anfião.